# Парламентские выборы в Швейцарии (1884)

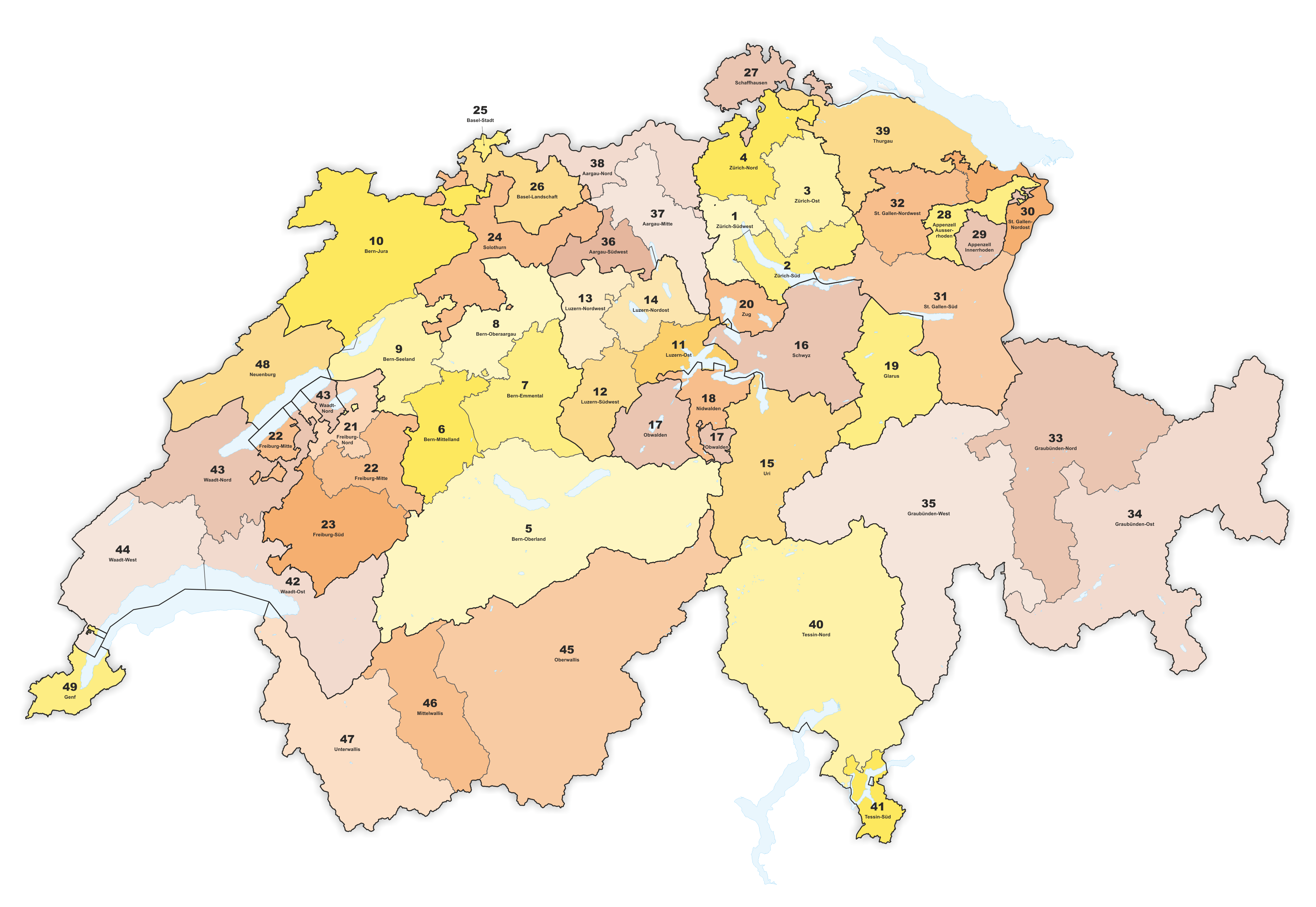
Карта Швейцарии, разделённая на 49 избирательных округов (1881—1887).

Парламентские выборы в Швейцарии проходили 26 октября 1884 года. Радикально-левая партия сохранила абсолютное большинство в парламенте, получив 74 из 145 мест Национального совета.

## Избирательная система
145 депутатов Национального совета избирались в 49 одно- и многомандатных округах. Распределение мандатов было пропорционально населению: одно место парламента на 20 тыс. граждан<. 
Голосование проводилось по системе в три тура. В первом и втором туре для избрания кандидат должен был набрать абсолютное большинство голосов, в третьем туре достаточно было простого большинства. Каждый последующий тур проводился после исключения кандидата, набравшего наименьшее число голосов. 

## Результаты

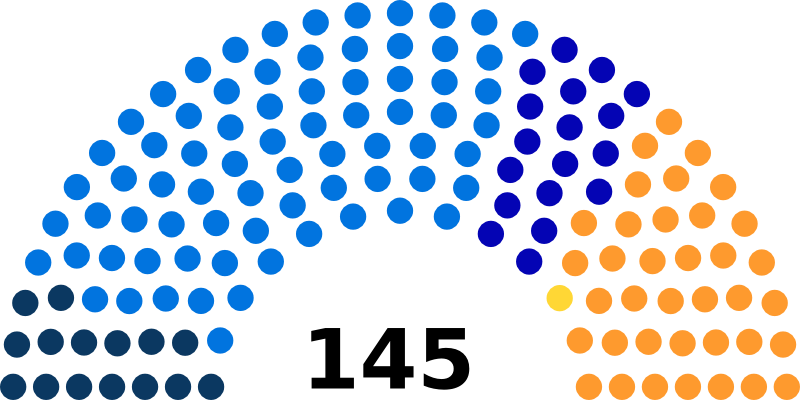
Распределение мест в Национальном совете (1884).

Наивысшая явка была зарегистрирована в кантоне с обязательным голосованием Шаффхаузен, где она составила 95,9 %. В кантоне Невшатель явка оказалась наименьшей (25,1 %).
|  | Партия                               | Голосов | %    | Мест | +/–   |
|  | Радикально-левые                     |         | 42,0 | 74   | –1    |
|  | Католические правые                  |         | 25,7 | 37   | +2    |
|  | Либеральные центристы                |         | 16,8 | 18   | –4    |
|  | Демократическая группа               |         | 8,2  | 15   | +5    |
|  | Правые евангелисты                   |         | 6,2  | 1    | –2    |
|  | Социалисты                           |         | 0,2  | 0    | новая |
|  | Независимые                          |         | 0,9  | 0    | 0     |
|  | Всего                                | 404 028 | 100  | 145  | 0     |
|  | Зарегистрированных избирателей/ Явка | 640 262 | 63,1 | –    | –     |
|  | Источник: BFS                        |         |      |      |       |